# Alexander Järnefelt
August Alexander Järnefelt (né le 2 avril 1833 à Tohmajärvi – mort le 15 mai 1896 à Helsingfors) est un lieutenant-général, topographe, gouverneur et sénateur finlandais, dans l'Empire russe.

## Biographie
Alexander Järnefelt, qui est suédophone, épouse le 22 décembre 1857 à Saint-Pétersbourg Elisabeth (née Clodt von Jürgensburg). 
Leurs enfants sont Kasper, Arvid, Erik, Ellida, Ellen, Armas, Aino, Hilja et Sigrid.